# Пилипчанська сільська рада (Білоцерківський район)
| Пилипчанська сільська рада — орган місцевого самоврядування у Білоцерківському районі Київської області з адміністративним центром у с. Пилипча. Історична дата утворення: в 1921 році. Водоймища на території, підпорядкованій даній раді: річка Рось. Сільській раді підпорядковані населені пункти: - с. Пилипча - с. Глибочка - с. Городище |

## Склад ради
Рада складається з 18 депутатів та голови.

### Керівний склад ради
| ПІБ                      | Основні відомості                                            | Дата обрання | Дата звільнення |
| ------------------------ | ------------------------------------------------------------ | ------------ | --------------- |
| Ярмола Василь Григорович | Сільський голова, 1956 року народження, освіта, безпартійний | 26.03.2006   | 31.10.2010      |

Примітка: таблиця складена за даними джерела